# Santandergroep
De Santandergroep is een netwerk van Europese universiteiten, opgericht in Santander in december 1988, enkele jaren na de bekendere Coimbragroep. De groep moet niet verward worden met de Spaanse bank Grupo Santander rond de Banco Santander.
De groep heeft de volgende doelen:
- het bevorderen en faciliteren van uitwisseling van studenten en staf
- het bevorderen van gezamenlijke onderzoeken en universitaire samenwerking met publieke en private partijen
- het erkennen van behaalde resultaten aan andere universiteiten uit de Santander Groep
- het ondersteunen van de universiteiten bij uitwisseling op administratief en taalkundig gebied
- het vinden van gebieden om samen te werken in gezamenlijke onderwijsprogramma's
- het bevorderen van sociale, culturele en sportieve activiteiten naast de studie
- het leggen en versterken van banden tussen universiteiten onderling en universiteiten in hun eigen regio

## Leden
- België
  - Universiteit Gent
  - Université de Liège
- Cyprus
  - Universiteit van Cyprus
  - Technische Universiteit van Cyprus
- Duitsland
  - Universiteit van Giessen
  - Universiteit van Bayreuth
- Frankrijk
  - Universiteit van Rouen
  - Universiteit van Le Havre
  - Universiteit Joseph Fourier van Grenoble
- Griekenland
  - Universiteit van Patras
- Italië
  - Universiteit Sapienza Rome
  - Universiteit van Catania
  - Universiteit van Triest
- Malta
  - Universiteit van Malta
- Nederland
  - Technische Universiteit Eindhoven
- Noorwegen
  - Technisch-natuurwetenschappelijke Universiteit van Noorwegen (Trondheim)
- Polen
  - Adam Mickiewicz-Universiteit
  - Politechnika Śląska
  - Universiteit van Szczecin
- Portugal
  - Universiteit van Minho
  - Universiteit van Porto
- Roemenië
  - Universiteit Babeş-Bolyai
- Spanje
  - Universiteit van Cantabria (Santander)
  - Universiteit van La Palma
  - Universiteit van León
  - Universiteit van Murcia
  - Universiteit van Valladolid
  - Universitat Politècnica de València
- Verenigd Koninkrijk
  - Universiteit van Kent
  - Universiteit van Westminster
- Zweden
  - Universiteit van Göteborg
  - Universiteit van Malmö